# Difesa Basman
La difesa Basman o Difesa Borg è un'apertura di gioco semiaperto degli scacchi caratterizzata dalle mosse:
1. e4 g5

Questa apertura è raramente giocata.

## Analisi
Analogamente alla difesa Robatsch, il Nero cerca di aprire il fianchetto per il proprio alfiere di re e di aumentare la pressione sul centro (tramite il sacrificio del pedone, l'alfiere così "fianchettato" controlla la grande diagonale scura). Il problema è che, con la mossa del testo, il Nero rovina la sua struttura pedonale sul lato di re, senza per questo infastidire particolarmente il Bianco. Il Bianco seguirà lo sviluppo consueto con 2.d4 ed eventualmente potrà poi effettuare Axg5, magari sostenuta da Cf3 guadagnando così spazio ai danni del Nero.